# Municipio de Galesburg (Dakota del Norte)
El municipio de Galesburg (en inglés: Galesburg Township) es un municipio ubicado en el condado de Traill en el estado estadounidense de Dakota del Norte. En el año 2010 tenía una población de 83 habitantes y una densidad poblacional de 0,92 personas por km².

## Geografía
El municipio de Galesburg se encuentra ubicado en las coordenadas 47°16′30″N 97°22′40″O / 47.27500, -97.37778. Según la Oficina del Censo de los Estados Unidos, el municipio tiene una superficie total de 90.57 km², de la cual 90,34 km² corresponden a tierra firme y (0,25 %) 0,23 km² es agua.

## Demografía
Según el censo de 2010, había 83 personas residiendo en el municipio de Galesburg. La densidad de población era de 0,92 hab./km². De los 83 habitantes, el municipio de Galesburg estaba compuesto por el 100 % blancos. Del total de la población el 3,61 % eran hispanos o latinos de cualquier raza.